# كلاوديو بيلو
كلاوديو بيلو (بالرومانية: Claudiu Belu-Iordache)‏ هو لاعب كرة قدم روماني في مركز الدفاع، ولد في 7 نوفمبر 1993 في تيميشوارا في رومانيا. شارك مع منتخب رومانيا تحت 21 سنة لكرة القدم. أما مع النوادي، فقد لعب مع بولتيهنيكا تيميسوارا وستيوا بوخارست وكونكورديا كياجنا ونادي أسترا جورجو ونادي تارغو موريش.

## وصلات خارجية
- كلاوديو بيلو على موقع قاعدة بيانات كرة القدم.إي يو (الإنجليزية)
- كلاوديو بيلو على موقع Soccerway.com (الإنجليزية)